# Granice (Mladenovac)
Granice es una población rural de la municipalidad de Mladenovac, en el distrito de Belgrado, Serbia.

## Superficie
Posee una superficie de 5,946 kilómetros cuadrados.

## Demografía
Hasta 2011 la población era de 1483 habitantes, con una densidad de población de 249,4 habitantes por kilómetro cuadrado.